# Wasserkeilhebewerk

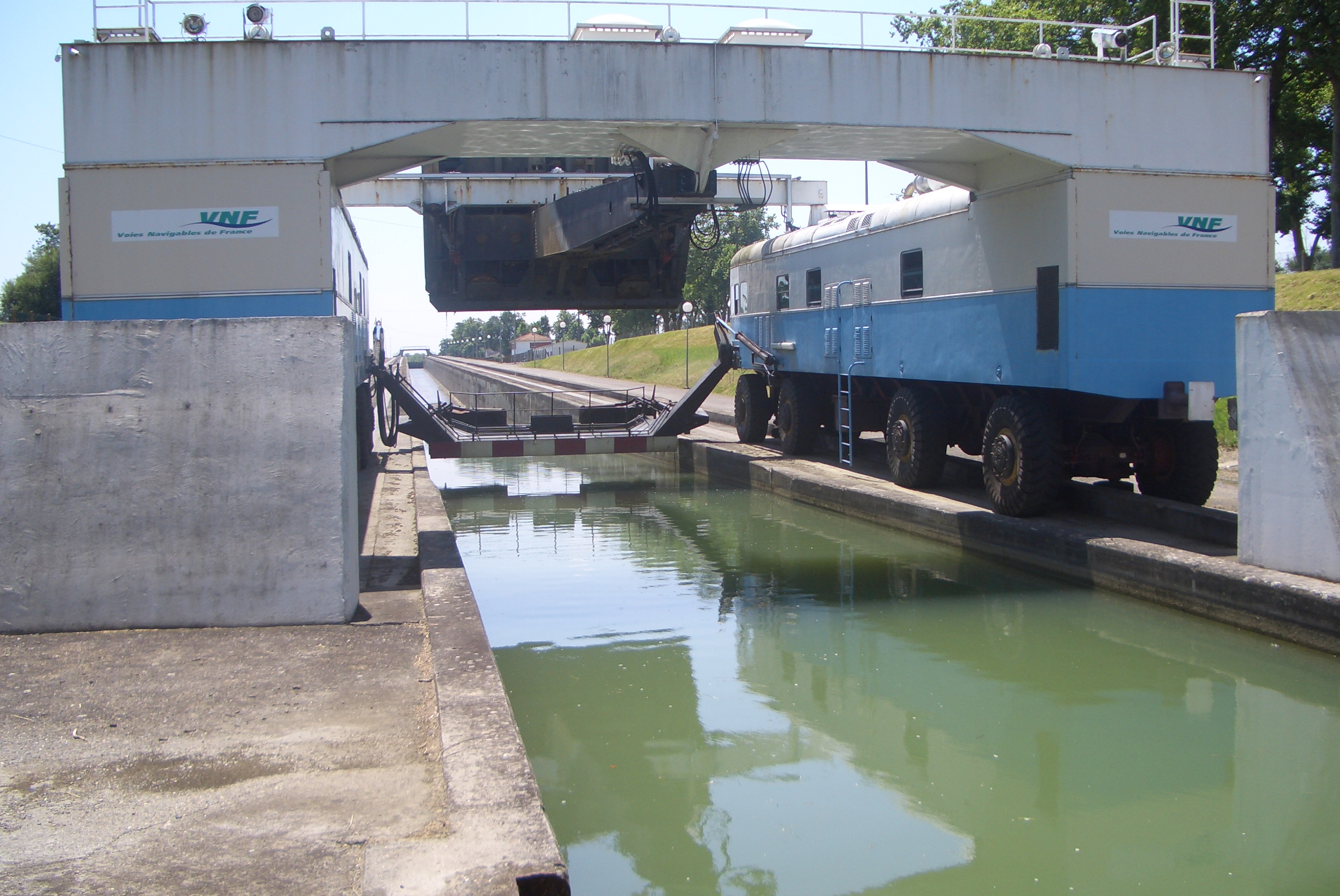
Wasserkeilhebewerk Montech (Blickrichtung stromaufwärts)

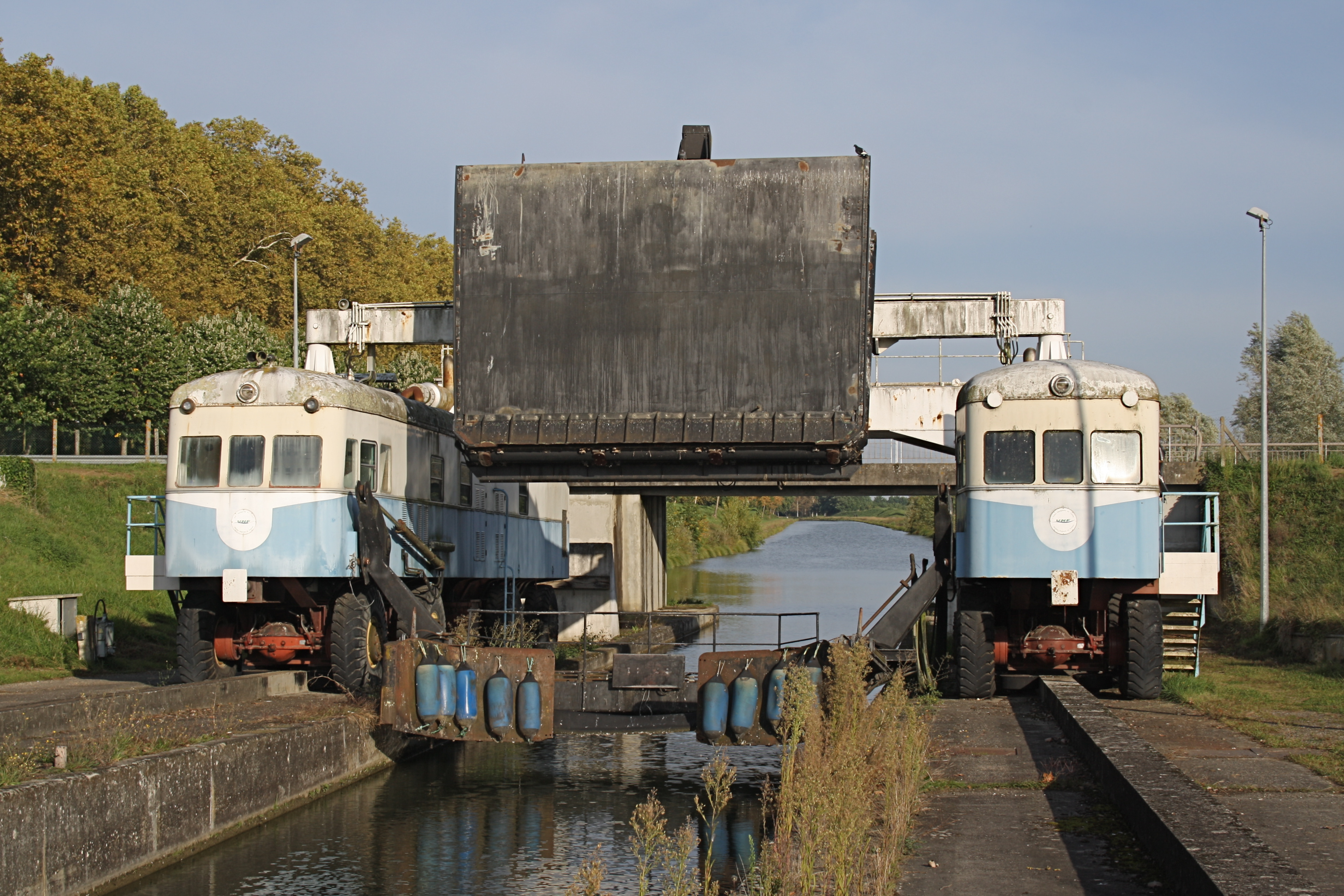
Montech: Hebefahrzeug aus zwei Triebfahrzeugen, Festmachbalken und (angehobenem) Schieber

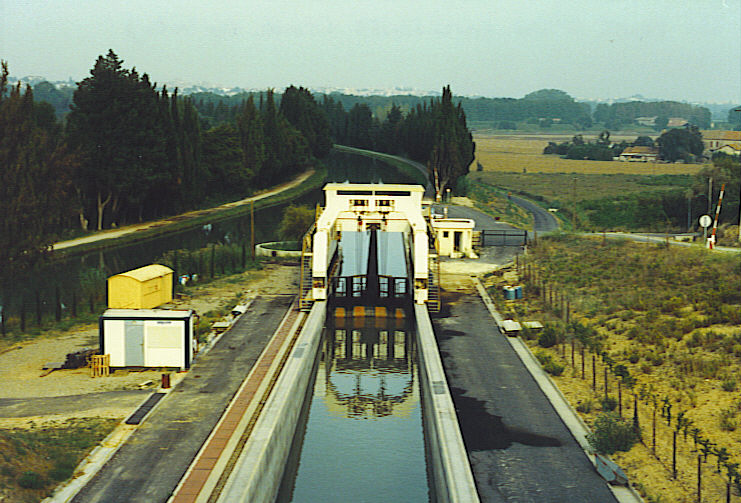
Wasserkeilhebewerk Fonseranes (Blickrichtung stromabwärts)

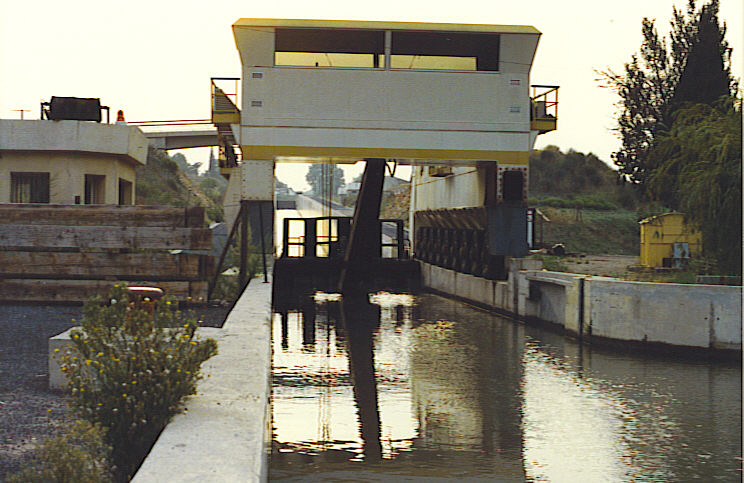
Hebefahrzeug mit gesenktem Schieber am unteren Rinnenende, 1984 (Fonseranes)

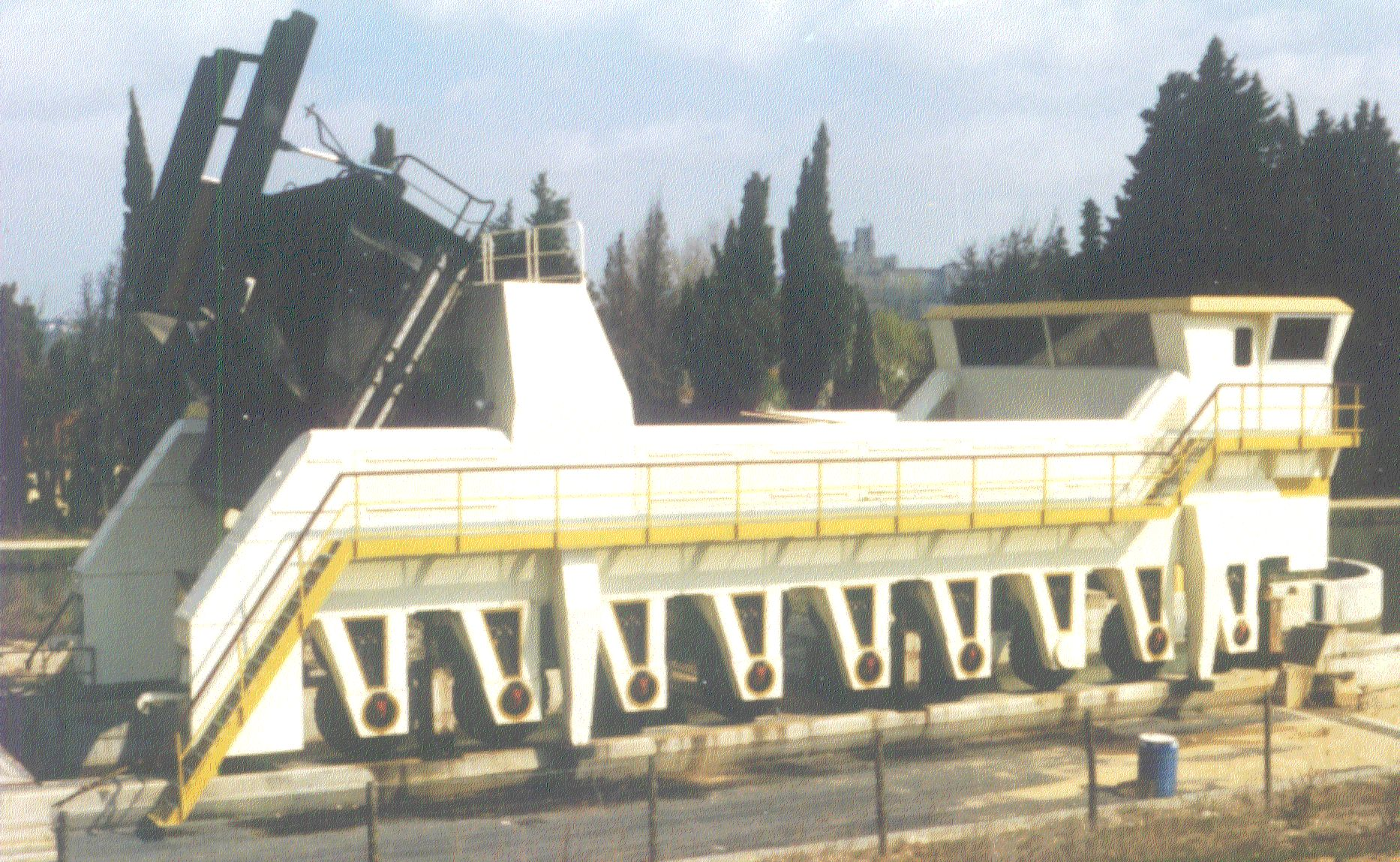
Hebefahrzeug auf luftbereiften Rädern, 1984 (Fonseranes)

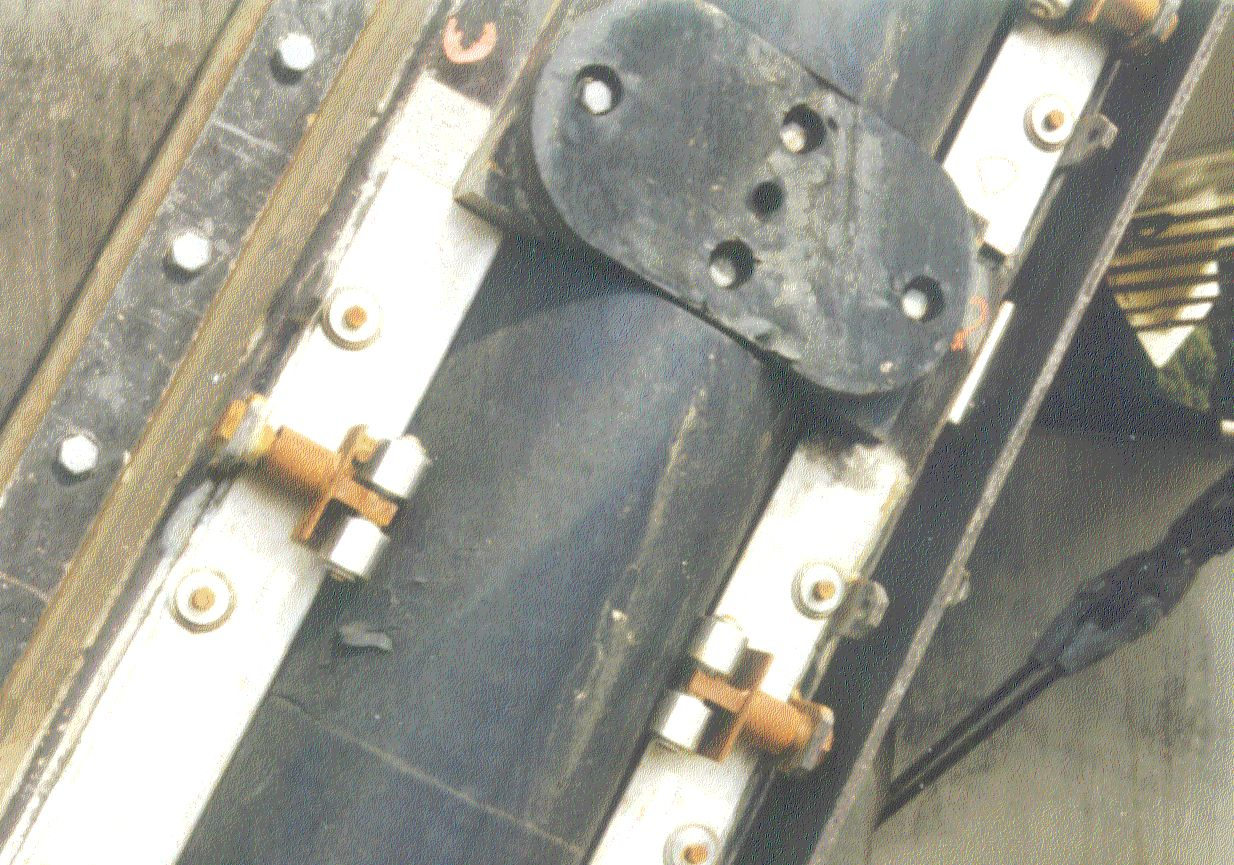
Dichtleiste am Schieber (Fonseranes)

Ein Wasserkeilhebewerk ist eine besondere Form eines Schiffshebewerks, nämlich ein Schräghebewerk mit Nassförderung in Längsrichtung, ohne Trog. Anstelle eines Trogs wird in einer geneigten Rinne eine keilförmig geformte Wassermasse mitsamt den darauf schwimmenden Schiffen schräg nach oben geschoben bzw. kontrolliert nach unten bewegt.

## Geschichte
Bereits im Jahr 1885 veröffentlichte Julius Greve in deutschen Fachzeitschriften seine Entwürfe für Wasserkeilhebewerke. Weiterentwickelt wurden diese von dem Franzosen Jean Aubert in den 1950er und 1960er Jahren.
Bisher wurden weltweit nur zwei Wasserkeilhebewerke gebaut.
Das erste war 1973 das Wasserkeilhebewerk Montech im Canal latéral à la Garonne (deutsch: Garonne-Seitenkanal) in Südfrankreich. Das Wasserkeilhebewerk Fonseranes im Canal du Midi – ebenfalls in Südfrankreich gelegen – folgte als zweites im Jahr 1983 parallel zur Schleusentreppe Fonseranes in der Nähe von Béziers.
Heute sind beide Anlagen außer Betrieb; 1999 passierte letztmals ein Schiff die Anlage am Canal du Midi, das Hebewerk Montech ist seit Mai 2009 außer Betrieb. Das dem Verfall preisgegebene Hebefahrzeug in Fonseranes ist als technisches Denkmal aus gewisser Entfernung zu betrachten. In Montech wurde das Hebefahrzeug bewegt, teilweise renoviert, neu lackiert und zusammen mit einem Schiff in ein Museum integriert.

## Anlagenbestandteile
Ein Wasserkeilhebewerk besteht aus
- ortsfesten Teilen, nämlich
  - einer betonierten Rinne, die mit konstantem Querschnitt geradlinig eine gleichmäßige Steigung hinaufführt,
  - einem Absperrtor am oberen Ende der Rinne (Schleusentor)
- und dem Hebefahrzeug mit
  - der Antriebseinheit, z. B. (in Montech) zwei starr miteinander verbundene Triebfahrzeuge,
  - einem Schieber, mit dem der Wasserkeil in der Rinne talwärts abgesperrt werden kann, sowie
  - einem horizontalen Querbalken – ein Stück bergwärts vor dem Tor – zum Festmachen des Schiffs.

Der Schieber bildet eine bewegliche Dichtung gegen Boden und Seitenwände der Betonrinne. Diese Dichtung ist eine der kritischsten Komponenten des Wasserkeilhebewerkes. Sie muss ausreichend dicht sein, darf einen nicht zu großen Reibungswiderstand aufweisen und ihr Verschleiß muss erträglich sein.

## Funktionsprinzip
Das Funktionsprinzip am Beispiel eines aufwärts zu transportierenden („zu hebenden“) Schiffes:
- Die durch das ortsfeste obere Absperrtor gegen das Oberwasser verschlossene Betonrinne ist im Großteil ihres Verlaufs trocken, reicht unten jedoch in das Unterwasser hinein, so dass sich dort ein zunächst noch mit dem Unterwasser verbundener Wasserkeil befindet, unten und seitlich begrenzt durch Boden und Innenwände der Rinne.
- Das Hebefahrzeug befindet sich in der unteren Endposition. Dessen portalförmige Konstruktion erlaubt, dass Schiffe vom Unterwasser her darunter hindurch in den Wasserkeil einfahren.
- Nachdem die Schiffe in den Wasserkeil eingefahren sind, senkt das Hebefahrzeug den an seinem vorderen Teil angebrachten Querbalken ab. Daran werden die zu transportierenden Schiffe vertäut.
- Jetzt wird der am Hebefahrzeug hinter dem Querbalken befindliche Schieber abgesenkt, wodurch der Wasserkeil vom Rest des Unterwassers isoliert wird. Der Querbalken vermeidet Kollisionen zwischen Schieber und Schiffen.
- Dann beginnt das Hebefahrzeug seine Fahrt aufwärts. Seine angetriebenen Räder laufen dabei auf den beidseitigen Rändern der Betonrinne. Infolge des geschlossenen Schiebers als bewegliche Dichtung schiebt das Hebefahrzeug den Wasserkeil mitsamt darauf schwimmender Schiffe die Rinne aufwärts. Zu Beginn der Fahrt, während sich der Schieber vom unteren Absperrtor entfernt, dehnt sich das dazwischen verbliebenen Restwasser ein Stück weit in die Rinne hinein aus, wobei sein Spiegel sinkt.
- Wenn Hebefahrzeug und Wasserkeil am oberen Ende angekommen sind, d. h. wenn der Wasserspiegel des Wasserkeils auf dem des Oberwassers angelangt ist, endet die Fahrt.
- Nun wird das ortsfeste obere Absperrtor geöffnet, so dass der Wasserkeil mit dem Oberwasser verbunden ist.
- Abschließend werden die Schiffe vom Querbalken losgetäut und können ins Oberwasser ausfahren.

Entsprechend gilt für abwärts zu transportierende Schiffe:
- Einfahrt der Schiffe durch das ortsfeste obere Absperrtor in den Wasserkeil, der durch das oben stehende Hebefahrzeug gehalten wird.
- Festtäuen der Schiffe am Querbalken.
- Schließen des oberen Absperrtors.
- Abwärtsfahrt des Hebefahrzeugs und damit Abwärtstransport des Wasserkeils mit den Schiffen. Vor dem Ende der Fahrt trifft der Schieber auf das untere Restwasser in der Rinne, das dann bei Weiterfahrt bis zum unteren Endpunkt wieder auf das Niveau des Unterwassers angehoben wird.
- Heben des Schiebers.
- Lostäuen vom Querbalken und Heben desselben.
- Ausfahrt der Schiffe durch das Portal des Hebefahrzeugs hindurch in das Unterwasser.

Infolge unvermeidlicher Undichtigkeiten rinnt beim Transport des Wasserkeils stets Wasser am Absperrschieber des Fahrzeugs durch. Diese Verluste können durch einen geregelten Nachfluss vom Oberwasser her kompensiert werden.

## Energie
Aufgrund des Archimedischen Prinzips ist die Masse des Wasserkeils immer gleich, unabhängig davon, ob sich ein Schiff darin befindet und wie schwer dieses ist, da jedes schwimmende Schiff die gleichschwere Menge Wasser verdrängt. Bei der Bergauffahrt muss potentielle Energie für das Heben dieser Masse durch die Motoren des Hebefahrzeugs erbracht werden. Bei der Fahrt talwärts in Fonseranes wurde diese potentielle Energie durch Rekuperationsbremsen zum Teil zurückgewonnen, in Montech durch Bremsen in Wärme umgesetzt und an die Umgebung abgegeben.
Leerfahrten des Hebefahrzeugs mit geöffnetem Schieber sind mit sehr geringem Energieaufwand möglich und nützlich, wenn zu einem Zeitpunkt nur Schiffe in einer Richtung zu transportieren sind. Bei Talfahrten mit anschließender leerer Bergfahrt wird allerdings dem Oberwasser jeweils das gesamte Volumen des Wasserkeils entnommen und nicht mehr zurückgegeben, so dass ein Schleusenverlust auftritt.